# Gouvernementslogeergebouw (Oranjestad)
Het Gouvernementslogeergebouw is een historisch gebouw in Oranjestad op Aruba. Het was in 1942 gebouwd als kantine en verblijf voor officieren. In 1946 werd het geopend als gouvernementslogeergebouw. In 1953 werd het aan het bestuurgebouw toegevoegd en gebruikt door de eilandsraad van Aruba. Een gedeelte van het gebouwencomplex diende als gerechtgebouw. In 1974 was inmiddels het gehele complex in gebruik door het Gerechtsgebouw.
Het gouvernementslogeergebouw werd gebruikt om reizende ambtenaren, die Aruba aandeden, te herbergen voor er commerciële hotels waren. Op de Antillen werd ook de Javaanse term "Pasang Grahan" gebruikt om de Gouvernementslogeergebouwen aan te duiden.
Het gebouw werd ook gebruikt voor officiële gelegenheden. Zo werd er op 31 maart 1943 een grote receptie gehouden naar aanleiding van het 15-jarig bestaan van het Corps Militaire Politie op Aruba.